# كانيروس ديل إستي
كانيروس ديل إستي هو فريق كرة سلة دومينيكي للمحترفين تأسس في سنة 2005. ينافس في الدوري الدومينيكاني لكرة السلة.

## الإنجازات
الدوري الدومينيكاني لكرة السلة  (مرتين) 

2010، 2012